# ペール・ハンソン
ペール・ヨハン・オーケ・ハンソン（Pär Johan Åke Hansson、1986年6月22日 - ）は、スウェーデン・ヴェイビストランド出身の元サッカー選手。現役時代のポジションはゴールキーパー。

## 経歴
2008シーズンにヘルシンボリIFからのレンタルで在籍していたエンゲルホルムスFFでプロデビュー。翌シーズン、スウェーデントップリーグにあたるアルスヴェンスカンでのデビューを果たし、2015シーズンまでヘルシンボリIFの正ゴールキーパーとして活躍した。
2016年1月25日、重度の怪我を負ったヴァルネル・ハーンの代役としてフェイエノールトに1年半契約で加入した。2016-17シーズンの11月6日、エールディヴィジのゴー・アヘッド・イーグルス戦で公式戦デビューを飾ったが、試合には0-1で敗れ、これ以降フェイエノールトでプレーする機会は訪れなかった。
2017年の夏にヘルシンボリIFへと復帰し、2019シーズン終了後に膝の怪我が原因で現役を引退した。

## 代表経歴
2002年からスウェーデンの世代別代表の常連として常に代表に招集され続け、2011年1月19日、ボツワナ代表との親善試合でスウェーデン代表デビューを飾った。2012年5月にはUEFA EURO 2012に臨む同代表に選出されたが、バックアッパーとしての帯同となったため、出場機会は無かった。

## タイトル

### クラブ
ヘルシンボリIF
- アルスヴェンスカン : 1回 (2011)
- スウェーデン・カップ : 2回 (2010, 2011)
- スウェーデン・スーパーカップ : 2回 (2011, 2012)

フェイエノールト
- エールディヴィジ : 1回 (2016-17)
- KNVBカップ : 1回 (2015-16)